# Vigna khandalensis
Vigna khandalensis är en ärtväxtart som först beskrevs av Hermenegild Santapau, och fick sitt nu gällande namn av Sundararagh. och Wadhwa. Vigna khandalensis ingår i släktet vignabönor, och familjen ärtväxter. IUCN kategoriserar arten globalt som nära hotad. Inga underarter finns listade i Catalogue of Life.